# Daphnis hypothous
Daphnis hypothous is een vlinder uit de familie van de pijlstaarten (Sphingidae).  De wetenschappelijke naam van de soort werd in 1780 gepubliceerd door Pieter Cramer.

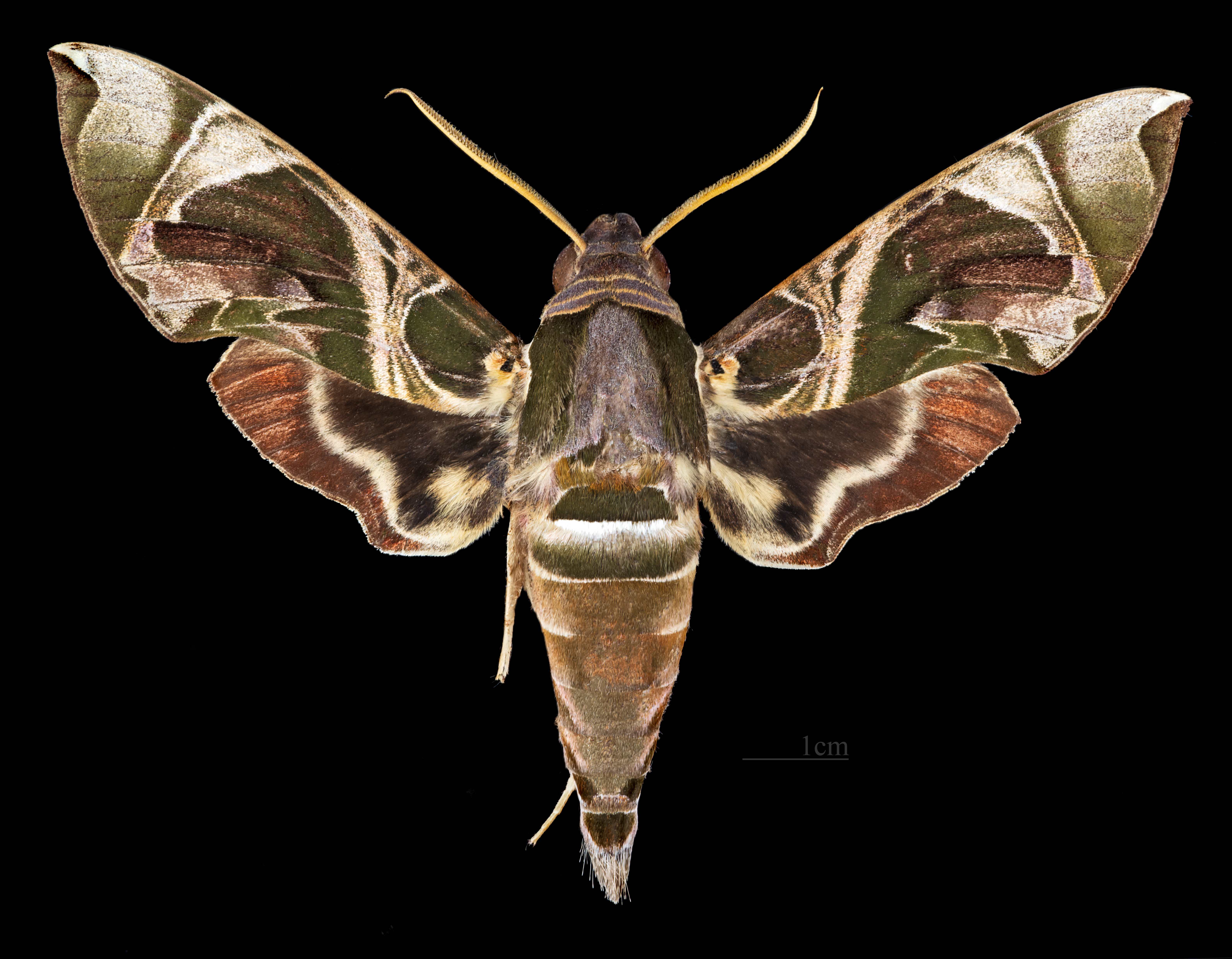
Daphnis hypothous hypothous ♂
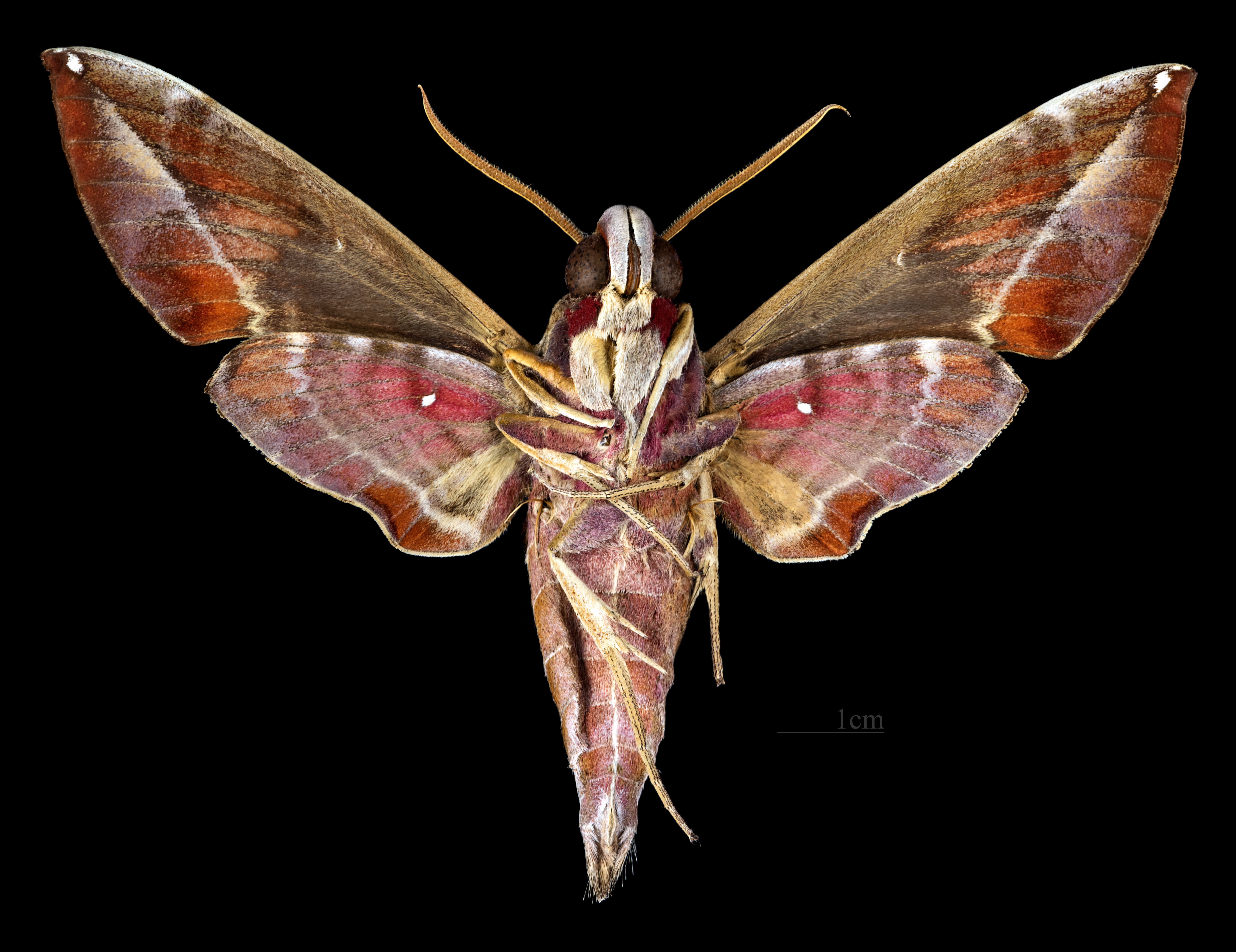
Daphnis hypothous hypothous ♂  △
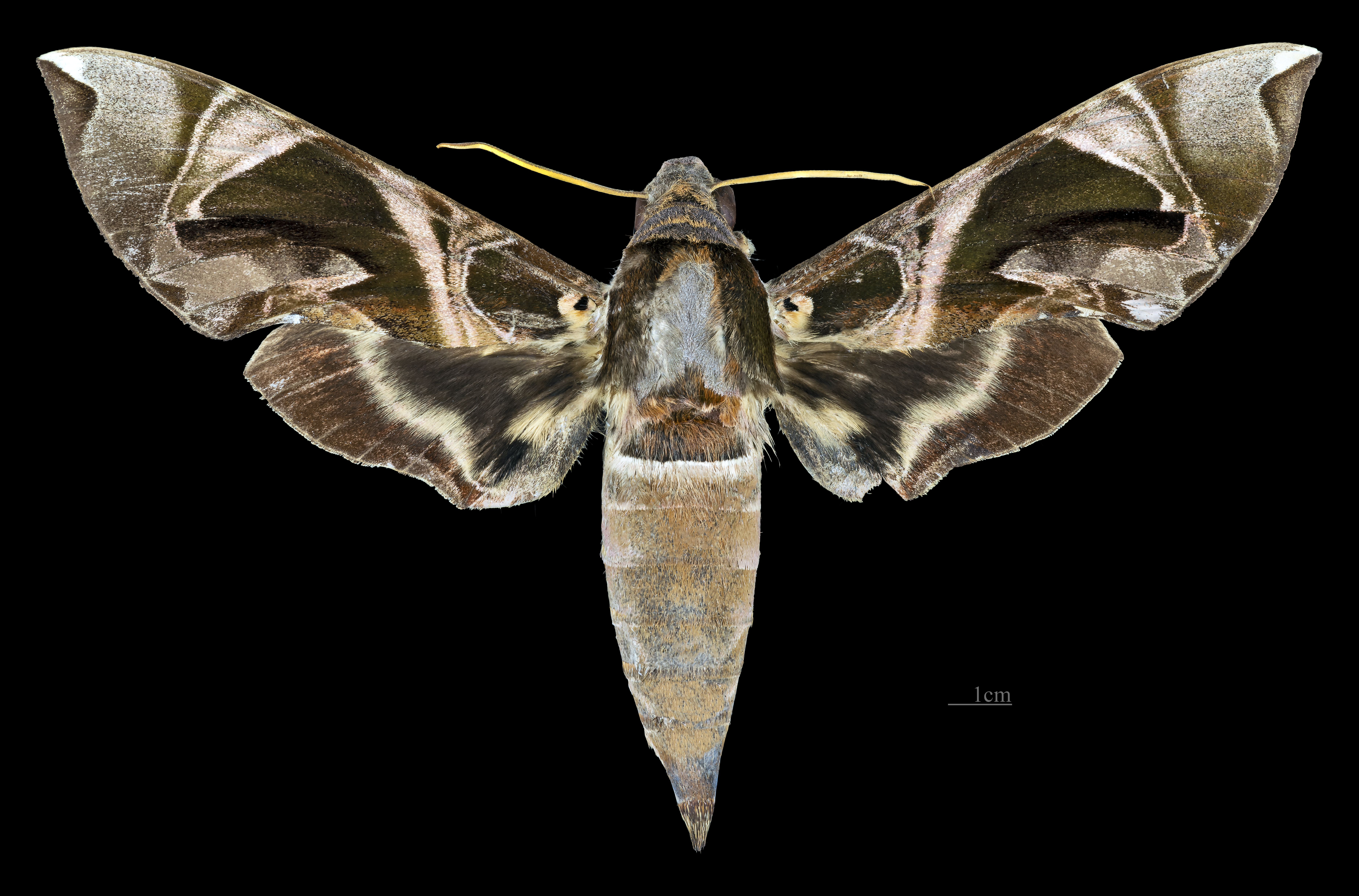
Daphnis hypothous hypothous ♀
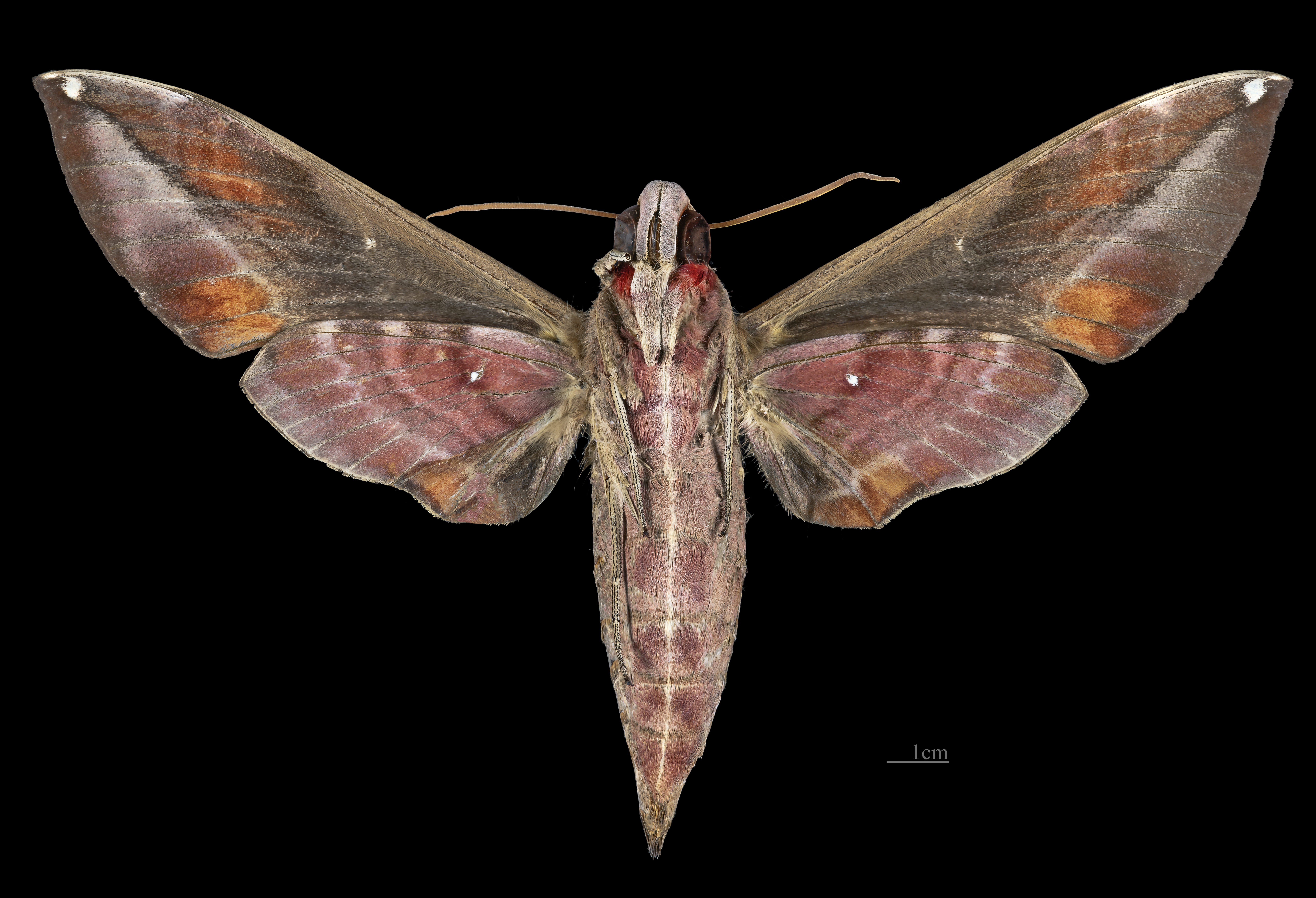
Daphnis hypothous hypothous ♀ △